# Девочка, которая ждала
«Девочка, которая ждала» — десятая серия шестого сезона британского научно-фантастического телесериала «Доктор Кто».

## Сюжет
Доктор, Эми и Рори прилетают на планету Апалапучия, где видят белое помещение и дверь с двумя кнопками: «Красный Водопад» и «Зелёный Якорь». Рори с Доктором проходят через дверь, нажав на «Зелёный Якорь». Эми, отставшая от друзей, нажимает кнопку «Красный водопад» и оказывается в другом помещении.
Выясняется, что на планете эпидемия однодневной чумы — болезни, убивающей за один день, но поражающей только обладателей двух сердец, как жители этой планеты и Доктор. Технологии Апалапучии позволили изменять течение времени для заражённых: для посетителей проходит день, а для больных — вся жизнь. Таким образом, близкие люди могут навсегда оставаться вместе с умирающими (Цитата Доктора: «Это называется милосердием, Рори. Ты можешь просидеть день возле кровати своих близких и смотреть, как они умирают. Либо просидеть целый день здесь и смотреть, как они живут. Что бы ты выбрал?»)
Доктор перемещает ТАРДИС во временной поток Эми, чтобы спасти её оттуда. Рори отправляется на поиски супруги, надев очки, с помощью которых Доктор видит и слышит всё, что видит и слышит Рори. Сам Доктор остаётся внутри, чтобы не заразиться. Рори находит Эми, но в ужасе видит, что она постарела и находится здесь вот уже 36 лет. Эми возненавидела Доктора за эти годы, проведённые в одиночестве, в бесплодной надежде на спасение. Просьбу помочь отыскать и спасти прошлую версию себя она встречает категорическим отказом, аргументируя это нежеланием забывать прожитые в этой временной линии годы. 
Эми игнорирует Доктора, и Рори с трудом уговаривает её помочь найти её молодую, но с условием, что герои заберут обе версии. Доктор понимает, что это невозможно, но он обманывает Рори, будущую Эми и спасает её настоящую до того, как она проживёт 36 лет в карантине. Взрослая Эми прощает Доктора и Рори, заходят руко-роботы, Амелия просит интерфейс показать планету Земля. ТАРДИС улетает, и будущая версия Эми исчезает до того, как ей сделают укол доброты.

## Показ и критика
Серия была впервые показана в Великобритании на канале BBC One 10 сентября 2011 года, где её посмотрело примерно 6 миллионов зрителей, а также в Америке на BBC America . Эпизод завоевал большую популярность в онлайн-просмотрах на BBC iPlayer. Итоговое число зрителей — 7,6 миллионов, что на 500 тысяч больше, чем у предыдущей серии «Ночные кошмары».
Отзывы критиков были в целом положительные, серия была номинирована на премию Хьюго за лучшую постановку в номинации малая форма.